# Прадид, Юрий Фёдорович
Юрий Фёдорович Прадид (род. 24 мая 1956, Либохора, Львовская область) — советский и украинский языковед, доктор филологических наук с 1997, профессор 2001, академик НАН Украины с 2002 года.

## Жизнеописание
Окончил 1980 Симферопольский университет, в 2002 г. — юридический факультет Национального университета внутренних дел (Харьков).
С 1980 по 1998 гг. работал на кафедре украинского языка Симферопольского (ныне Таврического национального) университета: доцент, профессор.
С 1998 г. проректор по научной работе Крымского юридического института МВД Украины.

## Работы
Автор трудов по фразеологии украинского и русского языков, по вопросам функционирования украинского языка в официально-деловой и юридической сферах, языковой политики на Украине и других:
- «Русско-украинский и украинско-русский фразеологический тематический словарь: Эмоции человека» (1994),
- «Фразеологическая идеография (проблематика исследований)» (1997),
- «Краткий русско-украинский и украинско-русский словарь: Крымскотатарские фамилии, имена, отчества» (2000, в соавт.),
- учебные пособия «Введение в юридической лингвистики» (2002), «Украинская деловая речь» (2003, в соавт.).

Составитель хрестоматии «Языковые вопросы на Украине. 1917—2000: Документы и материалы» (2003).
Всего опубликовал около 200 научных работ.